# La Fundición
La Fundición es una localidad del estado mexicano de Michoacán. Es parte del municipio de Zitácuaro.

## Demografía
| Gráfica de evolución demográfica |
|                                  |

| Censo | Población |
| ----- | --------- |
| 1921  | 329       |
| 1930  | 272       |
| 1940  | 238       |
| 1950  | 250       |
| 1960  | 496       |
| 1970  | 726       |
| 1980  | 320       |
| 1990  | 1033      |
| 2000  | 1439      |
| 2010  | 1731      |
| 2020  | 1582      |